# Trois jours de Vaucluse
La Trois jours de Vaucluse (it: Tre giorni di Vaucluse) era una corsa a tappe di ciclismo su strada che si svolse nel dipartimento di Vaucluse, in Francia, dal 2007 al 2009 nel mese di marzo. Fece parte del circuito UCI Europe Tour, classe 2.2.

## Storia
Corsa per la prima volta nel 2007, era organizzata da Bernard Morénas e l'Union Cycliste Sud Luberon. L'edizione del 2010 fu annullata a causa di problemi finanziari.

## Albo d'oro
Aggiornato all'edizione 2009.
| Anno | Vincitore        | Secondo         | Terzo           |
| ---- | ---------------- | --------------- | --------------- |
| 2007 | Sébastien Turgot | Nicolas Vogondy | Andrej Kljuev   |
| 2008 | Nicolas Vogondy  | Jakob Fuglsang  | Sergej Firsanov |
| 2009 | David Le Lay     | Maxime Bouet    | Martin Pedersen |